# Ensam hemma: Julkuppen
Ensam hemma: Julkuppen (engelska: Home Alone: The Holiday Heist) eller Ensam hemma 5 (engelska: Home Alone 5) är en amerikansk TV-film, ursprungligen visad i ABC Family den 25 november 2012.

## Handling
Finn Baxter flyttar med sin familj från Kalifornien och in i ett hus i Maine. Eftersom Finn Baxter tror att huset är hemsökt gillrar han fällor för att fånga in spöket, medan föräldrarna är på julfest på andra sidan staden. Finn är ensam hemma med sin syster som av misstag blir inlåst i källaren. Samtidigt söker tre tjuvar upp huset.

## Roller
Finn Baxter - Christian Martyn

Alexis Baxter - Jodelle Ferland

Miss Kathleen Gidney - Angelina Hantseykins

Mr. Hughes - Eddie Steeples

Curtis Baxter - Doug Murray

Catherine Baxter - Ellie Harvie

Jessica - Debi Mazar

Sinclair- Malcolm McDowell

### Fotnoter
1. ↑  ”'Home Alone: Alone In The Dark:' Fifth Installment of Franchise in the Works” (på engelska). Huffington Post. 16 mars 2012. http://www.huffingtonpost.com/2012/03/16/home-alone-5-alone-in-the-dark_n_1353974.html. Läst 26 december 2015.
2. ↑  ”Ensam hemma: Julkuppen”. Filmpunkten. https://www.filmpunkten.se/filmtitel.asp?ID=25821. Läst 26 december 2015.